# Baïtka
Baïtka est un mot d’origine Bengalî désignant le club du village où s’installèrent les immigrants indiens à l’île Maurice.
Les premiers artisans indiens arrivèrent dans l’île sous l’égide de Mahé de Labourdonnais entre les années 1735 et 1746. Les premiers bâtiments furent construits pendant cette période. Les travailleurs engagés arrivèrent en grand nombre dans les années 1830 pour travailler les champs de canne à sucre.
La vie sociale des immigrés était centrée autour du baïtka, leur rappelant leurs modes de vie en Inde. C’était leur point de rencontre, les après-midis, après la journée de travail. Là, ils lisaient les textes religieux ou tenaient des réunions. Tout Indien, quelle que soit sa caste ou sa croyance, pouvait avoir droit à la parole. Avec le temps les musulmans ont créé leurs propres lieux de rencontres et le baitka ne fut plus fréquenté que par les hindous.
De nos jours le baïtka se retrouve principalement dans les régions rurales de l’île. Les jeunes du village s’y rendent pour étudier les textes sacrés de l’hindouisme, apprendre l’hindi ou la danse. Les plus âgés continuent à se rencontrer pour y tenir des réunions au cours desquelles ils parlent en bhojpuri, une langue d'origine nord indienne.
Pendant les années précédant l’indépendance de Maurice et après 1968, le baïtka devint un endroit servant de lobby politique. Les chefs d’organisations socioculturelles y donnèrent des mots d’ordre pour les élections générales, appelant leurs membres a voter pour un parti politique ou une communauté spécifique.